# 皮奥尔泰洛
皮奥尔泰洛（義大利語：Pioltello），是意大利米兰省的一个市镇。总面积13平方公里，人口35496人，人口密度2730.5人/平方公里（2009年）。国家统计（ISTAT）代码为015175。